# Tapio Wilska
Tapio Wilska (n. 19 septembrie, 1969 în Savonlinna, Finlanda) este vocalistul trupei heavy metal Sethian.
1. 1 2  Czech National Authority Database, accesat în 1 martie 2022
2. ↑  Czech National Authority Database, accesat în 30 august 2020